# Actephila longipedicellata
Actephila longipedicellata är en emblikaväxtart som först beskrevs av Elmer Drew Merrill, och fick sitt nu gällande namn av Léon Camille Marius Croizat. Actephila longipedicellata ingår i släktet Actephila och familjen emblikaväxter. Inga underarter finns listade i Catalogue of Life.